# Gaston-Jules Decorse
Gaston-Jules Decorse (1873-1907) fue un médico militar, y aficionado a la etnografía, lingüística, y botánica francés.
En 1898, obtuvo el MD por la Universidad de París; médico militar a Mada entre 1898 a 1802; recogiendo especímenes botánicos en Mada hasta 1900; acompañando a Auguste J.B. Chevalier en la exploración del Chad, interesándose en enfermedades tropicales de 1902 a 1903; explorando Túnez y Sudán en 1905; inverstigando usos medicinales del Aloe.

## Algunas publicaciones

### Libros
- 1906. Du Congo au Lac Tchad la brousse telle qu'elle est : les gens tels qu'ils sont : carnet de route. Ed. Paris Asselin & Houzeau, vii + 347 pp.
- 1905. Rabah et les arabes du Charii: Documents arabes et vocabulaire.. 64 pp.
- 1905. Géographie médicale. Chari et lac Tchad'. Ed. Impr. nationale, 16 pp.
- 1898. De la Mort dans l'érysipèle. Ed. Méd.--Paris

## Eponimia
Géneros
- (Fabaceae) Decorsea R.Vig.[2]
- (Violaceae) Decorsella A.Chev.[3]

Especies vegetales
- (Euphorbiaceae) Deflersia Schweinf. ex Penz.[4]
- (Asclepiadaceae) Cynanchum decorsei (Costantin & Gallaud) Liede & Meve[5]
- (Loganiaceae) Strychnos decorsei A.Chev.[6]

Especies animales
- (Typhlopidae) Typhlops decorsei Mocquard[7]
- (Nectariniidae) Cinnyris oseus decorsei Oustalet, 1904